# آشکارساز ذرات

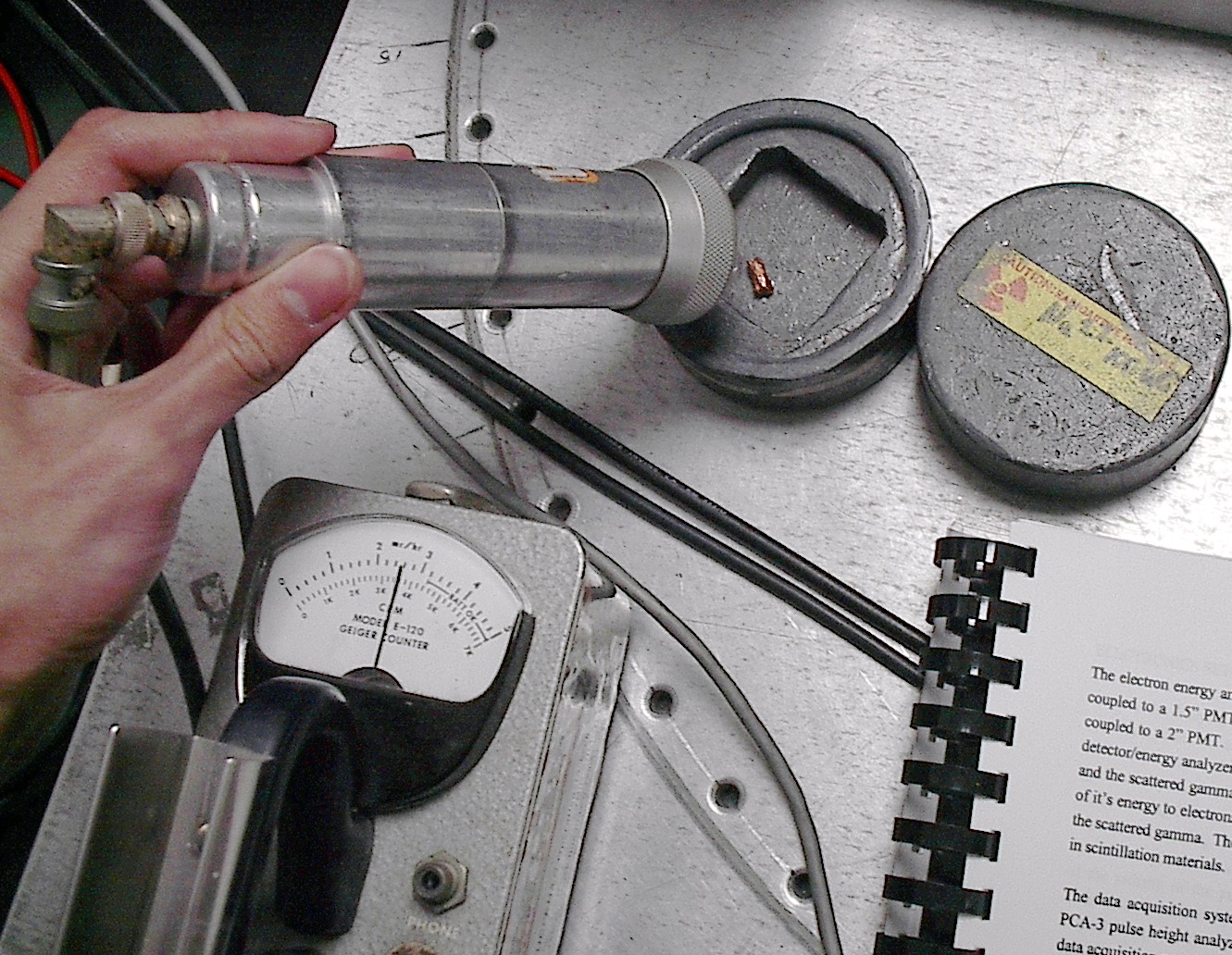
شمارشگر گایگر

در فیزیک ذرات بنیادی، فیزیک هسته‌ای و مهندسی هسته‌ای آزمایشگاهی و کاربردی آشکارساز ذرات (در انگلیسی: Particle detector) یا آشکارساز پرتو به ابزاری گویند که با آن بتوان ذرات پرانرژی را آشکار، ردیابی یا شناسایی کرد، مانند موارد حاصل از واپاشی هسته ای، پرتوهای کیهانی یا واکنش های شتاب دهنده های ذرات بنیادی. موارد جدید تر به عنوان گرماسنج انرژی ناشی از پرتوزایی را اندازه گیری می‌کنند. آشکارسازها برای اندازه گیری گشتاور مغناطیسی، اسپین، بار الکتریکی و ... ذرات هم کاربرد دارد.
آشکارسازی ذرات عبارتست از فرآیندی که در آن خصوصیاتی مانند جرم، انرژی، بار الکتریکی، مسیر حرکت و ... و در مجموع نوع یک ذره حامل انرژی که در واکنش‌های هسته‌ای بوجود می‌آید، توسط دستگاهی (اغلب آشکارساز) تعیین می‌شود.
فرآیند آشکارسازی متشکل از یک دستگاه آشکارساز است که بسته به نوع ذره تابشی و آشکارسازی خصیصه‌ای از ذره، نوع دستگاه فرق می‌کند .سهم عمده در آشکارسازی ذره توسط ماده‌ای متناسب با ذره تابشی در دستگاه آشکارساز انجام می‌شود که عبارت است از برهمکنش ذره باردار حامل انرژی با الکترون‌های مداری ماده آشکارسازی که این برهمکنش توسط مدارهای الکترونیکی آشکارساز، به یک پالس الکتریکی تبدیل می‌شود که این دامنه پالس متناسب با انرژی ذره می‌باشد.
وسایل آشکار سازی ریز ذره‌ها از جمله (اتاقک ابر ویلسون، شمارگر سوسوزن و شمارگر تخلیه گازی ) هستند. هر چند این آشکارسازها را اغلب برای بررسی ذرات بنیادی به کار می‌برند، اما کار کردن با آنها گاهی چندان راحت نمی‌باشد. در واقع مناسب‌ترین فرایندهای اندرکنش که با تبدیل متقابل ذرات همراه می‌باشند رویدادهای نسبتا نادری هستند. قبل از آنکه برخورد مناسبی رخ دهد، ذره در طی مسیر خود باید با شمار زیادی الکترون و هسته برخورد کند. در واقع ، در ماده چگال باید مسافتی برابر با دهها سانتی‌متر یا حتی متر را بپیماید (ذرات بارداری با انرژی میلیاردها الکترون ولت در چنین فاصله‌ای فقط کسری از انرژی خود را در نتیجه یونش از دست می‌دهد.)
هر گاه مواد لیان مانند سولفید روی یا نفتالین با ذرات باردار تند بمباران شوند، بخش قابل توجهی از انرژی ذرات باردار که در ماده کند شده‌اند به نور مرئی تبدیل می‌شود: برخورد یک ذره باردار تند به یک لایه از چنین ماده‌ای موجب درخشش نور کوتاهی می‌شود که به سوسوزنی معروف است. روشنایی درخشش‌های سوسوزنی به ویژه برای ذرات آلفا بیشتر می‌باشد.
اما در اتاقک ابر ویلسون با شمارگر تخلیه گازی لایه حساس بسیار نازک است (هر گاه در مقایسه با ماده چگال حساب شود.) به این دلیل برای آشکارسازی ذرات روش‌های دیگری اندیشیده شده است. از این روش‌ها، روش عکسبرداری بسیار کارساز است. با گذشتن ذره باردار از میان صفحه حساس عکاسی زیر دانه خاص ردی باقی می ماند که هر گاه پس از ظهور و ثبوت از زیر میکروسکوپ نگاه شود به صورت زنجیری با دانه‌های سیاه دیده می‌شود. نوع ذره را می‌توان از روی شکل رد باقی مانده از آن در صفحه حساس عکاسی معین نمود.

## اصول کار دستگاه آشکارساز
اصول کار اغلب دستگاه‌های آشکارساز مشابه است. تابش وارد آشکارساز می‌شود، با اتم‌های ماده آشکارساز برهمکنش می‌کند  (اثر تابش بر ماده) و ذره ورودی بخشی از انرژی خود را صرف جداسازی الکترون‌های کم انرژی ماده آشکارساز از مدارهای اتمی خود می‌کند. این الکترون‌ها و یونش ایجاد شده جمع‌آوری می‌شود و توسط یک مدار الکترونیکی برای تحلیل به صورت یک تپ ولتاژ یا جریان در می‌آید.

## خصوصیات مواد بکار رفته در آشکارسازها
- ماده مناسب برای آشکارسازی هر ذره بستگی به نوع ذره تابشی دارد.
- برای تعیین انرژی تابشی بایستی تعداد الکترون‌های آزاد شده از ماده زیاد باشد.
- برای تعیین زمان گسیل تابش باید ماده‌ای را انتخاب کنیم که در آن الکترون‌ها به سرعت تبدیل به تپ شوند.
- برای تعیین نوع ذره باید ماده‌ای انتخاب شود که جرم و بار ذره اثر مشخصی بر روی ماده داشته باشد.
- اگر بخواهیم مسیر ذره تابشی را دنبال کنیم، باید ماده آشکارساز نسبت به محل ورود ذره تابشی حساس باشد.
- پنجره ورودی آشکارساز نباید آن قدر ضخیم باشد که ذره برخوردی انرژی‌اش را به جای حجم فعال آشکارساز، در آن باقی بگذارد.

## انواع
- اتاقک ابر

اولین آشکارساز ذرات، اتاقک ابر، محتوی بخار فوق اشباع است و ذره در گذر از آن ردپایی به‌صورت قطره‌های کوچک برجای می‌گذارد؛ درست شبیه هواپیمای جت که ردی از بخار در آسمان برجای می‌گذارد.
- اتاقک حباب

اتاقک حباب محتوی مایع فوق‌گرم است و ذره در آن مسیری از حباب برجای می‌گذارد.
- اتاقک جرقه

اتاقک جرقه شامل مجموعه‌ای از صفحات فلزی موازی و نزدیک به‌هم است که به ولتاژ بالا وصل شده‌اند. با ورود ذرات به‌ درون اتاقک، جرقه‌هایی مرئی در فاصلۀ بین صفحه‌ها پدید می‌آید.
- اتاقک سیمی مشبک

اتاقک سیم مشبک جدیدتر و متشکل از آرایه‌ای از سیم‌های ظریف نزدیک به‌هم است که به ولتاژ بالا وصل شده‌اند. ذره هنگام ورود به اتاقک در این سیم‌ها ایجاد سیگنال الکتریکی می‌کند. سیگنال‌های ایجاد‌شده به کمک رایانه تجزیه و تحلیل می‌شوند و مسیر ذرات با رایانه بازسازی می‌شود. آشکارسازهای سیمی مشبک برای آشکارسازی پرتوهای ایکس و پرتوهای گاما نیز کارامدند و در تومورنگاری گسیل‌ پوزیترونی کاربرد دارند.
- صفحه عکاسی